# Zeggeschoorsteentje
Het zeggeschoorsteentje (Anthostomella tomicoides) is een schimmel behorend tot de familie Xylariaceae. Het komt voor op afgevallen bladeren van de zegge (Carex).

## Kenmerken
Het zeggeschoorsteentje is alleen bekend in teleomorfe vorm. Ascomata perithecia zijn afgeplat en meten 250-400 × 250-330 µm. Ze staan verspreid of in groepen. De asci zijn 8-sporig, dunwandig, cilindrisch, met afgerond top, in het basale gebied kort en taps toelopend en meten 110-150 × 9-10 µm. De apicale ring is moeilijk zichtbaar in melkzuur maar kleurt blauw in Lugol's jodium. De ascosporen zijn in de ascus eenzijdig gerangschikt, spoelvormig-ellipsoïdaal, donker chocoladebruin zodra ze volgroeid zijn, glad, met onopvallende kiemspleet en de bovenste cel meet 14,5-16,5 (-18,5) × 5-6,5 (-8,5) µm.

## Verspreiding
In Nederland komt het zeldzaam voor.